# Convención Nacional Republicana de 2020
La Convención Nacional Republicana de 2020 fue una reunión política celebrada entre el 24 y el 27 de agosto de 2020, donde los delegados del Partido Republicano de los Estados Unidos seleccionaron a Donald Trump y Mike Pence como candidatos del partido para presidente y vicepresidente de los Estados Unidos, respectivamente, en las elecciones presidenciales de los Estados Unidos de 2020. Trump se enfrentó solo a una oposición simbólica en las primarias y los caucus republicanos, y logró la nominación republicana en marzo de 2020, cuando alcanzó los 1.276 delegados comprometidos. Trump había anunciado previamente que Pence permanecería como su compañero de fórmula a la vicepresidencia en su intento de reelección.
Debido a la pandemia de COVID-19 en los Estados Unidos, los planes para convocar una convención tradicional a gran escala se cancelaron unas semanas antes de tal encuentro. La convención estaba originalmente programada para celebrarse en el Spectrum Center en Charlotte, Carolina del Norte, pero el 2 de junio de 2020, Trump y el Comité Nacional Republicano retiraron el evento de Charlotte después de que el gobierno del estado de Carolina del Norte se negara a aceptar las demandas de Trump de permitir que la convención se llevará a cabo con una multitud y sin medidas de salud pública diseñadas para prevenir la propagación de la pandemia de COVID-19, como el distanciamiento social y cubrirse el rostro Trump luego anunció que la convención se trasladaría a Jacksonville, Florida, pero posteriormente canceló los planes de la convención de Jacksonville el 23 de julio. Algunos procedimientos de la convención, aunque drásticamente reducidos en escala, todavía están programados para celebrarse en Charlotte, como "pequeñas reuniones de negocios formales". Los procedimientos de Charlotte se cerrarán a la prensa y en su lugar se transmitirán en vivo. Luego, el partido planeaba realizar los eventos y festividades, incluido el discurso de apertura de Trump, de forma remota desde varios lugares.
Por tradición, debido a que los republicanos ocupaban la presidencia, su convención se llevó a cabo después de la Convención Nacional Demócrata de 2020, que fue realizada entre el 17 y 20 de agosto. La exdirectora de gestión y administración de la Casa Blanca, Marcia Lee Kelly, fue nombrada presidenta y directora ejecutiva de la convención en abril de 2019.

## Antecedentes

### Selección del sitio original
Las Vegas, Nevada y Charlotte, Carolina del Norte, se mencionaron como posibles ubicaciones para la CNR 2020 debido a sus ubicaciones dentro de los "estados cambiantes". Ninguno de los dos había sido anfitrión de una Convención Nacional Republicana, aunque Charlotte había sido sede de la Convención Nacional Demócrata de 2012. Una estación de televisión de Charlotte, WBTV, informó que Charlotte, Las Vegas y "otra ciudad anónima de Texas, cuyas fuentes en la reunión dijeron que probablemente eran Dallas o San Antonio" fueron finalistas para albergar la convención. Otras fuentes nombraron a Dallas, Texas, y la ciudad de Nueva York, Nueva York, como posibles anfitriones, mientras que Las Vegas, Nevada, Nashville, Tennessee, Filadelfia, Pensilvania, y San Antonio, Texas habían sido considerados anteriormente. Sin embargo, Charlotte fue la única ciudad del país que presentó oficialmente una oferta para la convención. El 18 de julio de 2018, el Comité de Selección del Sitio de la CNR votó por unanimidad para recomendar la celebración de la convención en Charlotte. El Comité Nacional Republicano hizo oficial la selección el 20 de julio.
Tras el mitin del presidente Trump en Greenville, Carolina del Norte, el Ayuntamiento de Charlotte propuso retractarse de su candidatura para albergar la convención. Los nueve demócratas en el consejo de la ciudad votaron una medida que calificó a Trump de racista por su declaración ("buena gente de ambos lados" del debate sobre la estatua). La ciudad se reunió en sesiones cerradas con un abogado con respecto a su contrato para albergar la convención. Se llegó a la conclusión de que romper el contrato probablemente terminaría con la ciudad siendo llevada a los tribunales y obligada a albergar la convención. Finalmente, el Ayuntamiento de Charlotte aprobó una resolución.

### Reubicación y reversión

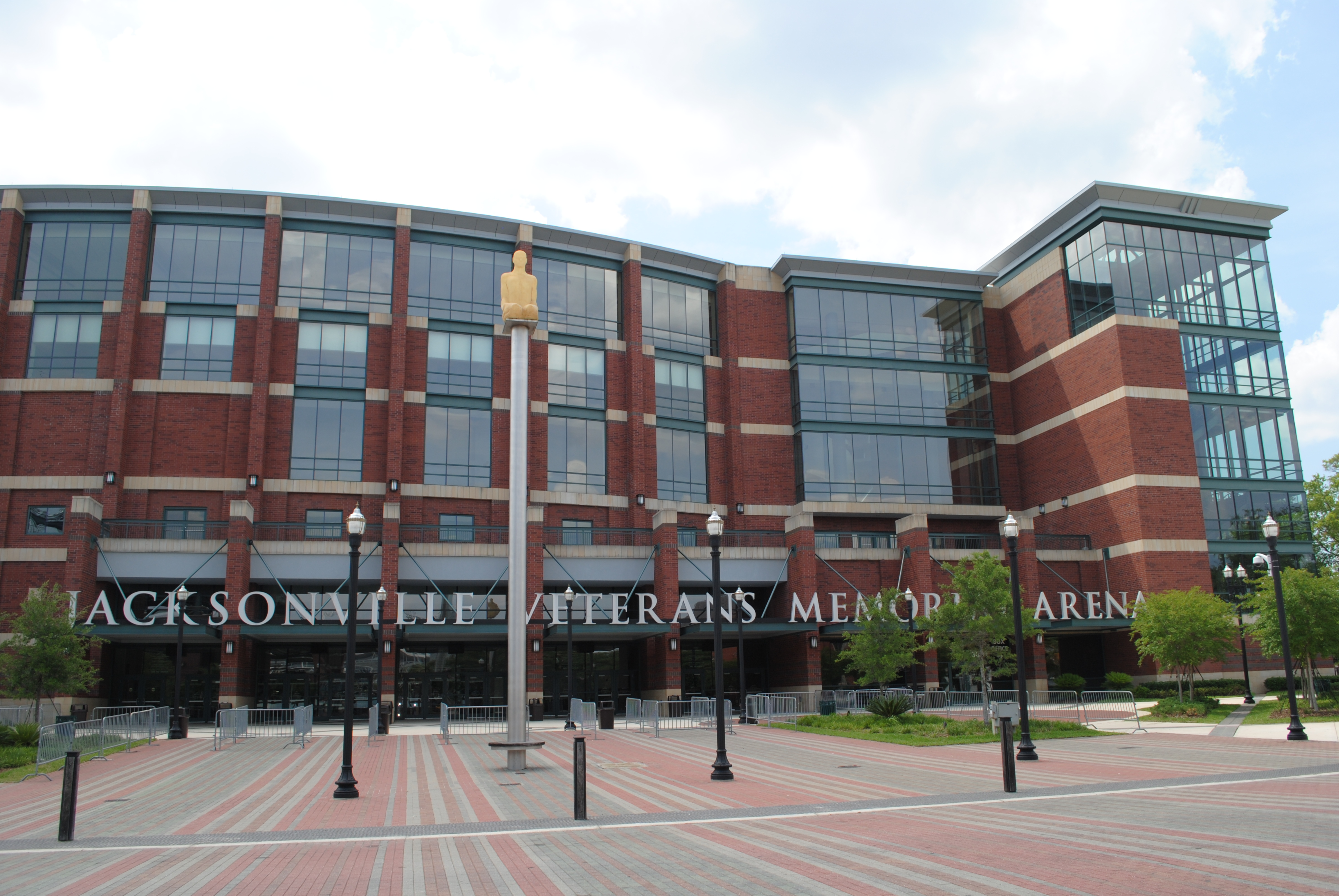
El Vystar Veterans Memorial Arena en Jacksonville, Florida, iba a ser el sitio principal de la Convención Nacional Republicana de 2020.

El 25 de mayo de 2020, Trump planteó la posibilidad de trasladar la convención fuera de Charlotte después de que el gobernador de Carolina del Norte, Roy Cooper, declarara que la convención debería reducirse debido a la pandemia de COVID-19. El 2 de junio de 2020, después de semanas de negociaciones fallidas, el gobernador Cooper rechazó los planes presentados por el Partido Republicano para organizar una convención a gran escala. Trump anunció la cancelación a través de un tuit, diciendo: "Debido a [Cooper], ahora nos vemos obligados a buscar otro estado para albergar la Convención Nacional Republicana de 2020".
Los funcionarios de la CNR enfatizaron que la mecánica de la convención aún se llevaría a cabo en Charlotte. "El Comité Ejecutivo de la CNR ha votado por unanimidad para permitir que los asuntos oficiales de la convención nacional continúen en Charlotte. Muchas otras ciudades están ansiosas por acoger la aceptación de la nominación por parte del presidente, y actualmente estamos en conversaciones con varias de ellas para organizar esa celebración. ", dijo el director de comunicaciones de la CNR, Michael Ahrens.
Según los informes, los funcionarios del Comité Nacional Republicano consideraron ciudades como Atlanta, Georgia; Dallas; Jacksonville, Florida; Nashville, Tennessee; Nueva Orleans, Orlando, Florida; Phoenix; y Savannah, Georgia, e incluso visitó algunas de estas ciudades.
El 11 de junio, el Comité Nacional Republicano confirmó que los principales eventos y discursos de la convención se trasladarían a Jacksonville, Florida, incluido el discurso de aceptación de la nominación de Trump el 27 de agosto en el VyStar Veterans Memorial Arena. Sin embargo, los asuntos oficiales de la convención permanecerán en Charlotte con una agenda y un número de delegados muy reducidos. El 24 de agosto fue para ver una parte de la convención organizada en Charlotte, y los siguientes tres días de la convención se llevó a cabo en Jacksonville.
El 16 de julio, el Comité Anfitrión de la Convención Nacional Republicana de Jacksonville envió una carta anunciando que, además del VyStar Veterans Memorial Arena, se utilizarían otros lugares en Jacksonville, incluidos TIAA Bank Field, Daily's Place, 121 Financial Park y "varios otros "lugares".
Sin embargo, con el aumento de casos de COVID-19 alcanzando un máximo de más de 15.000 casos por día a mediados de julio, también comenzó a discutirse la posibilidad de que se cancelara la convención de Jacksonville. Varias de las restricciones de salud locales en Charlotte que habían llevado a la CNR a buscar una ubicación diferente (requisitos para que las personas usen máscaras y practiquen el distanciamiento social) fueron posteriormente adoptadas por Jacksonville. El senador Chuck Grassley, de 86 años, dijo que se saltaría la convención por primera vez en 40 años debido al riesgo del COVID-19.
El 23 de julio, Trump anunció que los eventos de la CNR programados en Jacksonville, Florida, habían sido cancelados, diciendo: "El momento para el evento no es el adecuado". Sin embargo, Trump también anunció que los negocios delegados todavía continúan en Charlotte.

### Comités de la Convención, reuniones antes de la Convención

#### Comité de Plataforma
En lugar de adoptar una nueva plataforma de partido, los republicanos decidieron simplemente reciclar su plataforma de partido de 2016, incluidas varias referencias poco halagadoras al "presidente actual" y ataques a "la administración" (que en 2016 se refería a Barack Obama y la administración de Obama). La decisión fue criticada por activistas republicanos. En un tuit, Trump dijo que "preferiría una plataforma nueva y actualizada, de forma abreviada, si es posible".

#### Comité de Arreglos
El 1 de agosto, un portavoz de la convención republicana dijo que, "Dadas las restricciones y limitaciones de salud vigentes en el estado de Carolina del Norte, estamos planeando que las actividades de Charlotte se cierren a la prensa" durante la totalidad de la convención. La decisión de prohibir la prensa fue criticada por la Asociación de Corresponsales de la Casa Blanca. Sin embargo, un funcionario del Comité Nacional Republicano citado por Associated Press indicó que "no se han tomado decisiones finales y que aún se están evaluando las opciones logísticas y de cobertura de prensa".
Se espera que sólo una sexta parte de los delegados (336 de 2.550) se reúnan físicamente en Charlotte, con seis delegados de cada estado y territorio. El 5 de agosto, los planificadores de la convención anunciaron una serie de reglas de salud y seguridad para los delegados, proveedores y personal que se reunirán físicamente.
El 12 de agosto, el presidente del comité de credenciales, Doyle Webb, dijo que a un pequeño grupo de reporteros se le permitirá cubrir la convención oficial de un día y las nominaciones de Trump y Pence.

#### Reuniones del Comité Nacional Republicano
El Comité Nacional Republicano tendrá su reunión semestral del 21 al 23 de agosto. No se permitirá que la prensa lo cubra.

## Formato
El evento de nominación tendrá lugar en Charlotte, Carolina del Norte, ya que la parte está obligada por contrato a realizar sus actividades oficiales allí. Solo asistirán algo más de 300 delegados.
Los discursos principales tendrán lugar todas las noches de 8:30 a 11:00 p. m. EDT. Los oradores principales hablarán después de las 10:00.
Los discursos tendrán lugar en un eje central en Washington D. C., en lugar de Charlotte.

### Selección de delegados comprometidos
El número base de delegados comprometidos que se asignan a cada uno de los 50 estados es de 10 delegados en general, más 3 delegados de distrito para cada distrito del Congreso. Se asigna un número fijo de delegados comprometidos a Washington D. C. y a cada uno de los cinco territorios de EE. UU. Los delegados de bonificación se otorgan a cada estado y territorio en función de si ha elegido (si corresponde) hasta el 31 de diciembre de 2019 (después de las elecciones fuera de año de 2019): un gobernador republicano, mayorías republicanas en una o ambas cámaras de su legislatura estatal , uno o dos republicanos al Senado de Estados Unidos, o una mayoría republicana en su delegación a la Cámara de Representantes de Estados Unidos. Un estado también recibe delegados adicionales de bonificación si ganó al candidato republicano, Trump, en las elecciones presidenciales de 2016.

### Recuento de delegados antes de la convención
Según el plan original, 2.550 delegados y la mitad de los suplentes debían asistir a una convención abarrotada.
Solo 336 delegados asistirán a la nominación.

### Votación presidencial y vicepresidencial
Con la mayor parte de la convención cancelada, es posible que las nominaciones se realicen mediante un "voto de voz" virtual durante el evento de un día, aunque también se ha discutido la votación por poder a través de Internet.
Desde 1988, la nominación a la vicepresidencia, en este caso, de Mike Pence, ha sido ratificada mediante voto de voz.
Una vez finalizada la convención, las festividades se trasladarán a la capital de la nación, y se presentarán discursos, entretenimientos y otras sorpresas desde sedes de todo el país.

### Ubicación del discurso de aceptación de Trump
El 28 de julio, Trump dijo que aceptaría la nominación en persona en Charlotte. Sin embargo, el 5 de agosto dijo que "probablemente" aceptaría la nominación republicana en la Casa Blanca. La decisión de aceptar la nominación de un partido de la Casa Blanca rompería una norma; Associated Press señaló que "marcaría un uso sin precedentes de la propiedad federal con fines políticos partidistas". Los planes propuestos también planteó cuestiones legales en virtud de la Ley Hatch, que crea ciertas prohibiciones sobre el uso de recursos públicos para la actividad política, y la legalidad del plan fue cuestionada por los senadores republicanos Ron Johnson y John Thune. Si bien el presidente está exento de las restricciones de la Ley Hatch, la ley se aplica a otros empleados federales; el director de ética del Campaign Legal Center declaró que "cualquier empleado federal que ayude a facilitar el discurso de aceptación corre el riesgo de violar la Ley Hatch".
No obstante, Trump tuiteó que había decidido aceptarlo en el césped de la Casa Blanca de todos modos, y anunció el 13 de agosto que había finalizado esta decisión.
Dado que Trump aceptará su nominación de forma remota, será la primera vez que un candidato republicano lo haga desde Alf Landon en 1936. Dado que el nominado demócrata Joe Biden también aceptó la nominación demócrata de forma remota (la primera vez que un demócrata lo ha hecho desde Franklin D. Roosevelt en 1944); 2020 será la primera elección desde 1928 en la que ninguno de los candidatos de los principales partidos acepta sus nominaciones en persona.

## Calendario

### Charlotte: lunes 24 de agosto
Los asuntos oficiales de la Convención Nacional Republicana de 2020, incluidas las nominaciones formales del presidente Trump y el vicepresidente Pence, se llevarán a cabo en Charlotte, Carolina del Norte. La transmisión en vivo se llevará a cabo de 9 a 11: 00 p.m.EDT.
Tema: "Tierra de héroes".
Un máximo de 336 delegados se reunirán por la mañana de 9 a. M. A 1 p. m. EDT antes de realizar un pase de lista nocturno en el que Trump y Pence serán nominados oficialmente.

### Washington, D.C .: 25 al 27 de agosto
Una vez finalizado el asunto oficial de la convención, el evento de entretenimiento de tres días se celebrará en el Auditorio Andrew W. Mellon en Washington D. C., con varios otros eventos que tendrán lugar en esa ciudad y en otros lugares.

### Martes 25 de agosto
8: 30-11: 00 p. m. EDT
Tema: "Tierra de promesas" 
La primera dama Melania Trump y todos los hijos adultos de Trump están programados para hablar. El yerno del presidente, Jared Kushner, también puede hablar.
| Orador | Orador            | Posición / notabilidad                                                                                              | Location                                       | Notas | Referencias   |
| ------ | ----------------- | --- | ---------------------------------------------- | ----- | ------------- |
|        | Pam Bondi         | Exprocuradora general de Florida.                                                                                   |                                                |       |               |
|        | Daniel Cameron    | Procurador general de Kentucky.                                                                                     |                                                |       |               |
|        | Charlie Kirk      | Fundador y director ejecutivo de la organización Turning Point USA, activista y comentarista político conservador.  |                                                |       |               |
|        | Abby Johnson      | Activista contra el aborto y ex directora de la clínica de Planned Parenthood en Bryan, Texas.                      |                                                |       |               |
|        | Myron Lizer       | Empresario Navajo-Comanche, Vicepresidente de la Nación Navajo.                                                     |                                                |       |               |
|        | Jeanette Núñez    | Vicegobernadora de Florida.                                                                                         |                                                |       |               |
|        | Rand Paul         | Senador por Kentucky.                                                                                               |                                                |       |               |
|        | Cris Peterson     | Autor de libros para niños.                                                                                         |                                                |       |               |
|        | John Peterson     | Exrepresentante de Pensilvania.                                                                                     |                                                |       |               |
|        | Mike Pompeo       | Secretario de Estado de los Estados Unidos.                                                                         |                                                |       |               |
|        | Kim Reynolds      | Gobernadora de Iowa.                                                                                                |                                                |       |               |
|        | Nicholas Sandmann | Adolescente de Kentucky cuya interacción con un nativo americano en el National Mall se volvió viral el año pasado. |                                                |       |               |
|        | Donald Trump Jr.  | Hijo del candidato presidencial.                                                                                    | Jardines de la Casa Blanca en Washington D. C. |       | [ 66 ] [ 68 ] |
|        | Eric Trump        | Hijo del candidato presidencial                                                                                     | Jardines de la Casa Blanca en Washington D. C. |       | [ 66 ] [ 68 ] |
|        | Ivanka Trump      | Hija del candidato presidencial y asesora principal del presidente.                                                 | Jardines de la Casa Blanca en Washington D. C. |       | [ 66 ] [ 68 ] |
|        | Melania Trump     | Actual primera dama de los Estados Unidos, esposa del candidato presidencial.                                       | Jardines de la Casa Blanca, Washington D. C.   |       | [ 66 ] [ 68 ] |
|        | Tiffany Trump     | Hija del candidato presidencial.                                                                                    | Jardines de la Casa Blanca en Washington D. C. |       | [ 66 ] [ 68 ] |

### Miércoles 26 de agosto
8: 30-11: 00 p. m. EDT
Tema: "Tierra de oportunidades" 
Oradores confirmados:
| Oradores | Oradores         | Posición / notabilidad                                                                           | Ubicación                                            | Notas                                                      | Referencias   |
| -------- | ---------------- | ------------------------------------------------------------------------------------------------ | ---------------------------------------------------- | ---------------------------------------------------------- | ------------- |
|          | Marsha Blackburn | Senadora por Tennessee.                                                                          |                                                      |                                                            |               |
|          | Jack Brewer      | Jugador retirado de fútbol americano.                                                            |                                                      |                                                            |               |
|          | Dede Byrne       | Monja católica y ex cirujana del ejército de los Estados Unidos.                                 |                                                      |                                                            |               |
|          | Madison Cawthorn | Candidato a la Cámara de Representantes de Estados Unidos de Carolina del Norte del Distrito 11. |                                                      |                                                            |               |
|          | Kellyanne Conway | Consejera del presidente.                                                                        |                                                      |                                                            |               |
|          | Dan Crenshaw     | Representante por Texas.                                                                         |                                                      |                                                            |               |
|          | Joni Ernst       | Senadora por Iowa.                                                                               |                                                      |                                                            |               |
|          | Richard Grenell  | Ex embajador de los Estados Unidos en Alemania y exdirector de inteligencia nacional.            |                                                      |                                                            |               |
|          | Keith Kellogg    | Asesor de seguridad nacional del Vicepresidente de los Estados Unidos.                           |                                                      |                                                            |               |
|          | Kristi Noem      | Gobernadora de Dakota del Sur.                                                                   |                                                      |                                                            |               |
|          | Karen Pence      | Esposa del candidato a la vicepresidencia, segunda dama de los Estados Unidos.                   |                                                      |                                                            |               |
|          | Elise Stefanik   | Representante del estado de Nueva York.                                                          |                                                      |                                                            |               |
|          | Lee Zeldin       | Representante del estado de Nueva York.                                                          |                                                      |                                                            |               |
|          | Mike Pence       | Nominado a vicepresidente, vicepresidente titular de los Estados Unidos.                         | Monumento nacional Fort McHenry, Baltimore, Maryland | Discurso de aceptación de nominación a la vicepresidencia. | [ 67 ] [ 69 ] |

### Jueves 27 de agosto
8: 30-11: 00 p. m. EDT
Tema: "Tierra de grandeza"
Oradores confirmados:
| Oradores | Oradores     | Posición / notabilidad                                                          | Ubicación                                      | Notas                                              | Referencias          |
| -------- | ------------ | ------------------------------------------------------------------------------- | ---------------------------------------------- | -------------------------------------------------- | -------------------- |
|          | Donald Trump | Candidato a presidente, titular actual de la presidencia de los Estados Unidos. | Jardines de la Casa Blanca en Washington D. C. | Discurso de aceptación de nominación presidencial. | [ 50 ] [ 63 ] [ 70 ] |

### Otros oradores
Las siguientes personas también están programadas para hablar, aunque aún no se ha revelado la fecha:
- Mark y Patricia McCloskey, la pareja de St. Louis que fue acusada de apuntar con armas a manifestantes de Black Lives Matter.
- Nicholas Sandmann, un adolescente de Kentucky cuya interacción con un nativo americano en el National Mall se volvió viral el año pasado.
- Gobernadora de Dakota del Sur, Kristi Noem.
- El candidato al Congreso de Pensilvania Sean Parnell, quien desafía al representante demócrata Conor Lamb (Pensilvania) en noviembre.
- Es embajadora de la ONU Nikki Haley.
- La congresista de Nueva York Elise Stefanik.
- Líder de la minoría de la Cámara Kevin McCarthy.
- Vicegobernadora de Florida Jeanette Núñez.
- Senador Tim Scott (Carolina del Sur).
- Senador Joni Ernst (Iowa).
- Senador Mitch McConnell (Kentucky).
- Alice Marie Johnson, cuya cadena perpetua fue conmutada por Trump tras el cabildeo de Kim Kardashian West.
- Jared Kushner, yerno y principal ayudante de Donald Trump.

## Manifestaciones y protestas

### Contraconvención
En mayo de 2020, los republicanos que se oponían a la presidencia de Trump anunciaron su intención de albergar una "Convención sobre los principios fundamentales" que competiría al mismo tiempo que la Convención Nacional Republicana en Charlotte. Entre los oradores programados se encuentran el exdirector de la CIA Michael Hayden; el exdirector del FBI James Comey; exgobernadores republicanos y miembros del Congreso, incluidos Christine Todd Whitman, Mark Sanford y Charlie Dent; El exdirector de comunicaciones de Trump, Anthony Scaramucci; el candidato presidencial independiente de 2016 Evan McMullin; y varios fundadores del Proyecto Lincoln.

### Al Sharpton
La Red de Acción Nacional de Al Sharpton inicialmente había obtenido los permisos para realizar una gran marcha y concentración de hasta cien mil personas en el National Mall el 28 de agosto, y los eventos anteriores tuvieron lugar en los días anteriores. Esto fue mucho antes de que la convención republicana se trasladara a la ciudad.
A partir del 14 de agosto, todavía está programada su realización.

## Cobertura de radiodifusión y medios
El 2 de agosto de 2020 se anunció que no se permitiría la presencia de reporteros en el lugar durante los asuntos de delegados en Charlotte, pero que la convención, sin embargo, se transmitirá en vivo. Esta sería la primera vez en la historia moderna que los medios de comunicación no tendrán acceso al evento de nominación de un candidato de un partido importante. Sin embargo, el Comité Nacional Republicano retrocedió, diciendo que la decisión de prohibir la entrada a los reporteros no había sido definitiva. El 5 de agosto, el presidente Trump declaró que la convención, de hecho, estaría abierta a la prensa.
Los organizadores de la convención anticipan que las principales cadenas de televisión transmitirán en vivo la última hora de cada noche.